# 皮翁基
皮翁基是波蘭的城鎮，位於該國東部，距離首都華沙105公里，由馬佐夫舍省負責管轄，始建於十八世紀，面積18.34平方公里，2006年人口19,788。第二次世界大戰期間，納粹德國在該鎮設立集中營。

## 外部連結
- Jewish Community in Pionki on Virtual Shtetl

51°29′N 21°27′E / 51.483°N 21.450°E